# 아시아의 군주
아시아의 군주(고대 그리스어: Κύριος της Ασίας, Lord of Asia)는 기원전 331년 가우가멜라 전투 이후 알렉산더 대왕에게 주어진 칭호이다. 이 칭호는 기원전 323년 바빌론에서 대왕의 사후 그의 후계자들(안티고노스, 프톨레마이오스, 셀레우코스, 그리고 이후 그의 아들 알렉산더 4세)에게 이어졌다. 그들 중 어느 누구도 실제로 아시아에서 또는 알렉산드리아 제국의 어느 지역에서도 권력을 잡지는 못했고, 실제 권력은 수 많은 섭정 또는 페르시아에 반란을 일으킨 사트라프들이 행사를 했다. 제국의 분할과 디아도코이의 부상으로 이 아시아의 군주라는 칭호는 단절되었다.

## 아시아의 군주 목록
- 알렉산더 1세 : 기원전 331년 - 323년
- 필리포스 1세(마케도니아의 필리포스 3세) : 기원전 323년 - 317년
- 알렉산더 2세(마케도니아의 알렉산더 4세) : 기원전 317년 - 309년

## 같이 보기
- 마케도니아 왕국의 군주